# Microsporidiose
Microsporidiose é uma micose oportunista causada por fungos do filo microsporidia que afeta principalmente, mas não exclusivamente, em pacientes gravemente imunocomprometidos. Pelo menos quinze espécies de microsporídios foram identificados como parasitas humanos. Em pacientes com AIDS, dependendo da espécie, pode causar diarreia crônica, má absorção, perda de massa muscular, colangite, ceratoconjuntivite, peritonite, hepatite, miosite, sinusite, nefrite e/ou colecistite. Em pessoas saudáveis podem infectar a córnea e danificar a visão (queratite).

## Causa
Todos microsporídios são parasitas obrigatórios intracelulares de animais. Produzem esporos que inoculam esporoplasmas nas células dos hospedeiros. Os esporoplasmas amadurecem, se dividem e produzem novos esporos dentro da célula. A transmissão é feita por ingestão, inalação, contacto direto com a conjuntiva, contato com animal, transmissão sexual ou vertical. A liberação de esporos desencadeiam respostas inflamatórias no tecido afetado.
Por infectar um dos mosquitos transmissores de malária, o Anopheles gambiae, tem potencial como medida preventiva.

## Fungo ou protozoário
Originalmente era classificado como protozoário por não possuir mitocôndria. considera os microsporídios como fungos por possuir reprodução sexuada e assexuada por esporos, 

## Diagnóstico
O diagnóstico é feito com microscopia óptica de uma biópsia do tecido afetado ou de uma amostra de urina, fezes ou muco. Pode ser diagnosticado em 5 minutos com "cromótropo-gram rápido-quente" ("quick-hot Gram-chromotrope technique"). Com essa técnica os microsporidia ficam violetas em um fundo verde.  Algumas espécies podem ser diagnosticadas com PCR ou ELISA.

## Tratamento
Pode ser tratado com albendazol oral  (400 mg para adultos) ou fumagilina tópica/gotas dependendo do local afetado. O tempo de tratamento pode variar de 4 dias até várias semanas, dependendo do local afetado. Pacientes com AIDS/SIDA devem fazer tratamento antirretroviral. 